# Behgjet Pacolli
Behgjet Isa Pacolli (sinh ngày 30 tháng 8 năm 1951; phát âm tiếng Albani: [pɐt͡so bɛhdʒɛt: ɫɪ]) là Tổng thống của Cộng hòa Kosovo.
Ông là Chủ tịch và Giám đốc điều hành của Mabetex Group, một công ty thiết kế và xây dựng công trình đóng ở Thụy Sĩ. Ông cũng có một hộ chiếu Thụy Sĩ. Tập đoàn này cũng là chủ tờ nhật báo khổ nhỏ Kosovar Lajm, thành lập năm 2002, và đã tài trợ rất nhiều đội thể thao ở Kosovo. Pacolli cũng là chủ tịch của đảng chính trị thứ tư lớn nhất trong Liên minh Kosovo mới. Trong bốn năm qua, ông đã được tham gia vào chính trị Kosovo. Ông được cho là người Albani giàu nhất thế giới. Pacolli phần lớn là không phổ biến đối với dân Kosovo vì ông có quan hệ mạnh mẽ với Chính phủ Nga, chính phủ phản đối sự ly khai của Kosovo khỏi Serbia vào năm 2008.